# Chris Christie
Christopher James "Chris" Christie, född 6 september 1962 i Newark i New Jersey, är en amerikansk advokat, åklagare och republikansk politiker. Han var New Jerseys 55:e guvernör åren 2010–2018. När han valdes till New Jerseys guvernör i november 2009 blev han den förste republikanen på tolv år att vinna ett val som ägde rum i hela delstaten.
Han kandiderade till att bli republikanernas presidentkandidat i presidentvalet 2016. Han drog tillbaka sin kandidatur den 10 februari 2016 och gav sitt stöd till Donald Trump som senare vann presidentvalet. Han tillkännagav sin andra presidentkampanj för den republikanska nomineringen i presidentvalet 2024 den 6 juni 2023. Den 10 januari 2024 meddelade Christie att han hoppar av sin kandidatur.

## Biografi
Christie avlade en kandidatexamen (B.A.) i statsvetenskap 1984 vid University of Delaware. Därefter fortsatte han sina studier på juristprogrammet vid Seton Hall University och avlade juristexamen (J.D.) 1987. Bara månader senare, i december 1987, antogs han till New Jerseys advokatsamfund.

## Privatliv
År 1986 gifte sig Christie med Mary Pat Foster. Paret har två söner och två döttrar.